# Bantunattskärra
Bantunattskärra (Caprimulgus fossii) är en afrikansk fågel i familjen nattskärror.

## Utseende och läte
Bantunattskärra är en medelstor typisk nattskärra med tydliga ljusa fläckar på ryggen. Båda könen har en bred ljus fläck på stjärtens yttre del, vit hos hanen och beige hos honan. Arten liknar mest sumpnattskärran, men har mindre fläckar på stjärten och saknar sumpnattskärrans svartaktiga kind. Hanen har vidare vit bakkant på vingen, vilket ses i flykten. Sången består av en extraordinärt utdragen lång drill som varierar i hastighet och tonhöjd.

## Utbredning och systematik
Bantunattskärra delas in i tre underarter:
- C. f. fossii – förekommer på gräsbevuxen savann i Gabon och sydvästra Kongo-Brazzaville
- C. f. welwitschii – förekommer från södra Demokratiska republiken Kongo till Angola, KwaZulu-Natal, Zanzibar och Pemba Island
- C. f. griseoplurus – förekommer i Kalahariöknen och allra nordligaste Sydafrika

## Levnadssätt
Bantunattskärran hittas i olika typer av skogslandskap och savann. Den födredrar vanligen fuktiga miljöer och ses ofta nära vatten.

## Status
Arten har ett stort utbredningsområde och beståndet anses stabilt. Internationella naturvårdsunionen IUCN listar den därför som livskraftig (LC).

## Namn
Fågelns vetenskapliga artnamn hedrar W. Fosse, tysk samlare av specimen i tropiska Afrika.